# Fala Sério, Mãe!
Fala Sério, Mãe! é um filme brasileiro produzido pela Camisa Listrada, dirigido por Pedro Vasconcelos, escrito por Dostoiewski Champangnatte, Paulo Cursino e Ingrid Guimarães, baseado no livro de mesmo nome da escritora Thalita Rebouças. O filme estreou nacionalmente em 28 de dezembro de 2017, com sua pré-estréia no dia 25 do mesmo mês. Ingrid Guimarães e Larissa Manoela interpretam as protagonistas.

## Enredo
Ao longo do filme são descritas as queixas e alegrias de uma mãe coruja, muito divertida, Ângela Cristina, em relação à filha primogênita Maria de Lourdes, a Malu, assim como as teimosias e o sentimento de opressão desta em função dos cuidados, muitas vezes excessivos, de sua genitora. Mostra fatos que acontecem no dia-a-dia entre pais e filhos. Tem separação entre os pais, virgindade, mostra o crescimento dos filhos.

## Elenco
- Ingrid Guimarães como Ângela Cristina Paz
- Larissa Manoela como Maria de Lourdes Paz (Malu)
- Marcelo Laham como Armando Paz
- João Guilherme Ávila como Nando
- Giovanna Rispoli como Alice
- Sofia Leão como Sofia
- Catherine Beranger como Aline
- Carolina Dumani como Malena Paz
- Kaik Brum como Mário Márcio Paz
- Cristina Pereira como Fátima Paz
- Flávia Garrafa como Angélica

Participações especiais
- Duda Batista como Malu (5 anos)
- Vitória Magalhães como Malu (10 anos)
- Luisa Bastos como Malena (8 anos)
- Raphael Tomé como Mário Márcio (4 anos)
- Thalita Rebouças como Dona da loja
- Fábio Júnior como ele mesmo
- Paulo Gustavo como ele mesmo

## Produção
Ao ser entrevistada pelo Correio 24 Horas em junho de 2016, Thalita Rebouças disse que Pedro Vasconcelos queria que ela acompanhasse a produção do filme, contrastando com É Fada, onde participou uma vez. O orçamento do filme foi pago com um empréstimo feito pelo governo brasileiro através da Agência Nacional do Cinema (ANCINE), com prazo de devolução para até 31 de dezembro de 2017.
Em 19 de outubro de 2016, foram gravadas algumas das cenas do filme em um cinema de um shopping no bairro da Barra da Tijuca, na Zona Oeste da cidade, e dentro de um ônibus que estava próximo do local. No dia 24 do mesmo mês, foram feitas gravações na Lagoa Rodrigo de Freitas. Em 31 de outubro, Larissa Manoela disse que só faltavam dois dias de gravações, encerrando as duas semanas de filmagens do longa.

## Recepção
Após três semanas, Fala Sério, Mãe! chegou à marca de 2 milhões de espectadores. No total o filme ultrapassou a marca de 3 milhões de espectadores, sendo um sucesso em bilheteria.

### Prêmios e indicações
| Ano  | Premiação         | Categoria      | Resultado |
| ---- | ----------------- | -------------- | --------- |
| 2018 | Meus Prêmios Nick | Filme Favorito | Venceu    |